# 스타잇엔터테인먼트
스타잇엔터테인먼트는 대한민국의 연예기획사다.

## 연혁
- 2008년 6월 '초록뱀미디어'에서 물적 분할되어 '초록뱀테크' 설립
- 2010년 12월 연예 매니지먼트업으로 사업목적 변경
- 2011년 2월 '온에어엔터테인먼트'로 상호 최종 변경
- 2013년 2월 '초록뱀 E&M'으로 상호 변경
- 2013년 12월 '초록뱀 E&M'에 홍콩 '주나인터내셔널'과 1:1로 공동투자로 합작회사 '초록뱀주나 E&M' 설립
- 2015년 1월 '주나인터내셔널' 과의 계약 해지로 '초록뱀 E&M'으로 변경
- 2017년 1월 13일 '초록뱀 E&M'에서 '디모스트 엔터테인먼트'로 상호 변경
- 2020년 5월 11일 '디모스트 엔터테인먼트'에서 '스타잇엔터테인먼트'로 상호 변경

## 소속 연예인
| 데뷔   | 성명   | 직업             |
| 1978년 | 인순이 | 가수             |
| 1995년 | 김효진 | 방송인, 희극인   |
| 2005년 | 이정민 | 방송인, 아나운서 |
| 2005년 | 박은지 | 방송인           |
| 2009년 | 김지숙 | 가수             |
| 2013년 | 박현호 | 트로트 가수      |
| 2016년 | 곽민선 | 방송인, 아나운서 |
| 2021년 | 박세정 | 방송인, 아나운서 |
| 2019년 | 이유빈 | 아나운서, 방송인 |